# Décès en 1036
Décès
- 1032
- 1033
- 1034
- 1035
- 1036
- 1037
- 1038
- 1039
- 1040

Cette page dresse une liste de personnalités mortes au cours de l'année 1036 :
- janvier : Émilie de Gaète, duchesse de Gaète.
- 15 mai : Go-Ichijō, soixante-huitième empereur du Japon.
- 30 mai : Rodolphe Ier de Guînes, dit le Colvékerliens ou le Massuiers, comte de Guines.
- 5 juin : Meinwerk, évêque de Paderborn.
- 5 juin, Otton Ier de Hammerstein, comte de Hamaland et seigneur de Zutphen.
- 13 juin : Ali az-Zahir, calife fatimide.
- décembre : Hicham III, omeyyade de Cordoue.

- Abu Nasr Mansur, mathématicien persan.
- Aenghus Ua Flainn (en), abbé de Clonfert (Irlande).
- Bérenger de Gascogne (en) duc de Vasconie.
- Flaithbertach Ua Néill, roi d' Ailech, royaume du nord-ouest de l'Irlande.
- Fujiwara no Ishi, impératrice consort du Japon.
- Garcie II de La Barthe, archevêque d'Auch.
- Gebhard II, évêque de Ratisbonne.
- Harek de Tjøtta, fermier norvégien et chef local (Comté de Nordland).
- Mstislav de Tchernigov, prince de Tmoutarakan puis de Tchernigov.
- Pilgrim, archevêque de Cologne.
- Sven Knutsson, roi de Norvège.
- Tedald (en) évêque d'Arezzo.
- Yeshe-Ö, né Khor-re, également connu en tant que  Jangchub Yeshe-Ö, Byang Chub Ye shes' Od, Lha Bla Ma, Hla Lama Yeshe O, Lalama Yixiwo, bKra shis mgon et Dharmaraja, premier lama au Tibet.

date incertaine
- 5 février 1036 ou 1037 : Alfred Ætheling, prince anglo-saxon (ou ætheling).

## Crédit d'auteurs
- Cet article est partiellement ou en totalité issu de l'article intitulé « 1036 » (voir la liste des auteurs).